# Сарвешвар Даял Саксена
Сарвешвар Даял Саксена (*सर्वेश्वरदयाल सक्सेना, 15 вересня 1927 —29 вересня 1983) — індійський поет, письменник, журналіст, драматург.

## Життєпис
Народився у м. Басті (штат Уттар-Прадеш). Навчався спочатку в університеті Бенареса, потім в Аллахабадському університеті, по закінченню якого у 1949 році отримав ступінь магістра. У 1949–1955 роках працював на залізничний станцій головним диспетчером. У 1955 році отримує посаду помічник редактора Всеіндійського радіо в Аллахабаді. Незабаром переводиться до центрального офісу. З 1960 до 1964 році працює на Радіо Лакхнау, а з 1964 році на радіо у Бхопалі. З 1964 році працює в низці журналів Бхопалу, а потім Делі.
Водночас замолоду захопився поезією. Отримав у 1983 році премію Академії Сахіт'я  за свою збірку віршів «Люди, що звисають з кілочки». З цього моменту присвятив своє життя складанню віршів, прозових творів та п'єс.
Помер 19 вересня 1983 року в м. Делі.

## Творчість
Складав свої твори мовою гінді. Першу віршовану збірку видав у 1959 році. Усього в доробку 12 збірок віршів. Найбільший розквіт поетичного натхнення Саксена приходиться на 1960—1970-ті роки. Однією з основних ідей його віршованої творчості є ідея народності. Працював над віршами до самої смерті.
Автор 5 романів, з яких найвідоміші «Сплячі води» (1977 рік), «Темрява» (1980 рік). У його доробку є 5 п'єс, зокрема «Лах Кі Наак», «Гавалаат», «Бхаунбхаун Хаунхаун». У 1971 році видав власні «Попітні мемуари».